# Wymakanie roślin

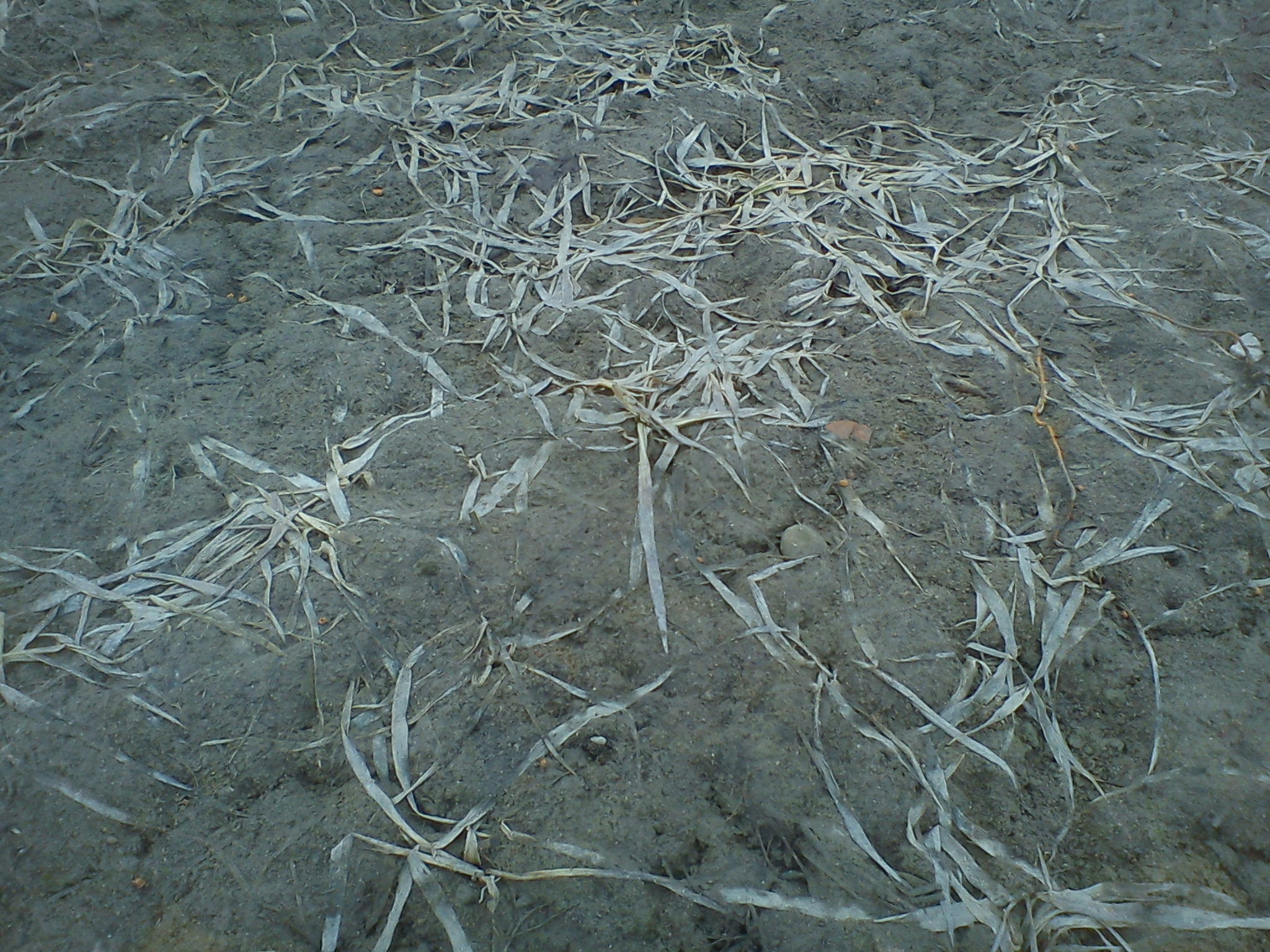
Pszenica ozima zniszczona przez wymakanie

Wymakanie roślin – zjawisko polegające na zatapianiu roślin i w konsekwencji ich uszkadzanie poprzez wodę powstającą w czasie roztopów lub powodzi. Rozmiar strat zależy od czasu zalegania wody.